# چترهای نجات
چترهای نجات (به انگلیسی: Parachutes) نام نخستین آلبوم استودیویی گروه آلترناتیو راک بریتانیایی، کلدپلی است.این آلبوم توانسه است جایزه آلبوم آلترناتیو سال را در مراسم گرمی در سال 2002 را به دست آورد.آهنگ زرد از آهنگ‌های این آلبوم باعث شهرت این گروه راک انگلیسی شد.

## Track listing
همهٔ ترانه‌ها توسط کریس مارتین, جانی باکلند,  گای بریمن و ویل چمپیون نوشته شده‌است.
| شماره      | نام                                              | مدت   |
| ---------- | ------------------------------------------------ | ----- |
| ۱.         | «نترس»                                           | ۲:۱۷  |
| ۲.         | «لرز»                                            | ۵:۰۰  |
| ۳.         | «جاسوس ها»                                       | ۵:۱۹  |
| ۴.         | «جرقه ها»                                        | ۳:۴۷  |
| ۵.         | «زرد»                                            | ۴:۲۹  |
| ۶.         | «دردسر»                                          | ۴:۳۱  |
| ۷.         | «چترهای نجات»                                    | ۰:۴۶  |
| ۸.         | «سرعت بالا»                                      | ۴:۱۴  |
| ۹.         | «ما تغییر نمیکنیم»                               | ۴:۰۹  |
| ۱۰.        | «همه چیز از دست نرفته/زندگی برای زندگی کردن است» | ۷:۱۷  |
| مجموع مدت: | مجموع مدت:                                       | ۴۱:۴۹ |